# Sonnleiten (Gemeinde Ulrichsberg)
Sonnleiten ist eine Siedlung in der Gemeinde Ulrichsberg im Bezirk Rohrbach in Oberösterreich.

## Geographie
Der Weiler Sonnleiten befindet sich östlich des Gemeindehauptorts Ulrichsberg und gehört zur Ortschaft Stollnberg. Er liegt im Einzugsgebiet des Sonnleitenbachs. Sonnleiten ist Teil der 22.302 Hektar großen Important Bird Area Böhmerwald und Mühltal.

## Geschichte
Das Gebiet von Sonnleiten kam im Jahr 1264 durch eine Schenkung in den Besitz des Stifts Schlägl. Die Siedlung selbst entstand erst in späterer Zeit.